# Bosse Hellsten
Bosse Hellsten, född 1978, är en finlandssvensk konstnär. Bosse Hellsten vann förstapriset i Arvid Mörne-tävlingen år 2004 och debuterade år 2005 med diktsamlingen Tango för babianer. Senare har Hellsten t.o.m. tagit avstånd från tidigare verk och uppgivit att han arbetar på den stora finlandssvenska romanen och därmed krävt fullständig arbetsro. Bosse Hellsten är även känd som fotokonstnär. Han debuterade år 2006 med det uppmärksammade kollaget "Sovinistitapetti", tillsammans med den avlidne outsiderkonstnären Verneri Länsirinne. Verket fick ett splittrat mottagande, men uppnådde kultstatus i mindre kretsar. År 2010 har Hellsten arbetat med sånglyrik "om Tom Waits varit zigenar-rysse med båt" lyder en karakteristik av projektet. Hellsten har även suttit i juryn för internationella filmfestivaler.